# GAR1
GAR1 (англ. GAR1 ribonucleoprotein) – білок, який кодується однойменним геном, розташованим у людей на короткому плечі 4-ї хромосоми.  Довжина поліпептидного ланцюга білка становить 217 амінокислот, а молекулярна маса — 22 348.
| 10         |  | 20         |  | 30         |  | 40         |  | 50         |
| ---------- |  | ---------- |  | ---------- |  | ---------- |  | ---------- |
| MSFRGGGRGG |  | FNRGGGGGGF |  | NRGGSSNHFR |  | GGGGGGGGGN |  | FRGGGRGGFG |
| RGGGRGGFNK |  | GQDQGPPERV |  | VLLGEFLHPC |  | EDDIVCKCTT |  | DENKVPYFNA |
| PVYLENKEQI |  | GKVDEIFGQL |  | RDFYFSVKLS |  | ENMKASSFKK |  | LQKFYIDPYK |
| LLPLQRFLPR |  | PPGEKGPPRG |  | GGRGGRGGGR |  | GGGGRGGGRG |  | GGFRGGRGGG |
| GGGFRGGRGG |  | GFRGRGH    |  |            |  |            |  |            |

A: Аланін

C: Цистеїн

D: Аспарагінова кислота

E: Глутамінова кислота

F: Фенілаланін

G: Гліцин

H: Гістидин

I: Ізолейцин

K: Лізин

L: Лейцин

M: Метіонін

N: Аспарагін

P: Пролін

Q: Глутамін

R: Аргінін

S: Серин

T: Треонін

V: Валін

Кодований геном білок за функцією належить до рибонуклеопротеїнів. 
Задіяний у таких біологічних процесах як процесинг рРНК, біогенез рибосом, альтернативний сплайсинг. 
Білок має сайт для зв'язування з РНК. 
Локалізований у ядрі.